# Grotteria
Grotteria – miejscowość i gmina we Włoszech, w regionie Kalabria, w prowincji Reggio Calabria.
Według danych na rok 2004 gminę zamieszkiwało 3611 osób, 97,6 os./km².